# Comuna Jijila, Tulcea
Jijila este o comună în județul Tulcea, Dobrogea, România, formată din satele Garvăn și Jijila (reședința).
Este amplasată în nord-vestul județului Tulcea la o distanță de 69 km de orașul Tulcea pe drumul european E87. Cea mai apropiată localitate urbană este orașul Măcin situat la 8 km de comună.

## Geografie

### Așezare geografică
Comuna Jijila este situată în partea de vest a județului Tulcea. Față de orașele din jur, este situată la 7 km de Macin, la 15 km de Brăila și Galați și la 75 km de Tulcea, centru administrativ și politic al județului Tulcea.
Cuprinde în structura sa următoarele localități: reședința de comună – localitatea Jijila și localitatea aparținătoare Garvăn.

În comună se ajunge pe drumul european E87 și pe drumul național DN 22.

Suprafața totală este de 13036 ha.

### Relief
Din punct de vedere structural suprafața comunei Jijila (ce cuprinde și satul Garvăn) se încadreaza în unitatea tectonica a munților Măcin (în extinderea lor nord-vestică).

Din punct de vedere geomorfologic, teritoriul comunei presupune două forme de relief distincte și anume: prima formă e caracterizată prin ultimele ramificații ale Munților Măcinului, cu o altitudine de 40–80 metri și cu valori maxime în dealul Sărăriei – 152,1 metri și dealul Mare cu 141,6 metri.
În cadrul reliefului hercinic se distinge o culme suprapusă extravilanului satului Garvăn și o culme a extravilanului satului Jijila, cu o continuare spre Măcin.
A două formă de relief pe care o găsim în zona Jijilei aparține celei specifice Luncii Dunării.

### Climă
Clima nu diferă de celelalte așezări de la Dunărea de Jos. Ea este temperată–continentala cu vânturi de la Nord, Nord–Est și Nord–Vest.
În general, condițiile naturale de sol, climă și relief care au fost și sunt favorabile dezvoltării agriculturii cu cele de bază, cel vegetal și cel zootehnic. Populația actuală se prezintă astfel:

## Demografie
Componența etnică a comunei Jijila
     Români (93,96%)
     Alte etnii (0,04%)
     Necunoscută (6%)
Componența confesională a comunei Jijila
     Ortodocși (93,24%)
     Alte religii (0,56%)
     Necunoscută (6,21%)
Conform recensământului efectuat în 2021, populația comunei Jijila se ridică la 4.834 de locuitori, în scădere față de recensământul anterior din 2011, când fuseseră înregistrați 5.312 locuitori. Majoritatea locuitorilor sunt români (93,96%), iar pentru 6% nu se cunoaște apartenența etnică. Din punct de vedere confesional, majoritatea locuitorilor sunt ortodocși (93,24%), iar pentru 6,21% nu se cunoaște apartenența confesională.

## Politică și administrație
Comuna Jijila este administrată de un primar și un consiliu local compus din 15 consilieri. Primarul, Costică Deacu[*], de la Partidul Național Liberal, este în funcție din 2016. Începând cu alegerile locale din 2024, consiliul local are următoarea componență pe partide politice:
|  | Partid                          | Consilieri | Componența Consiliului | Componența Consiliului | Componența Consiliului | Componența Consiliului | Componența Consiliului | Componența Consiliului | Componența Consiliului |
|  | ------------------------------- | ---------- | ---------------------- | ---------------------- | ---------------------- | ---------------------- | ---------------------- | ---------------------- | ---------------------- |
|  | Partidul Social Democrat        | 7          |                        |                        |                        |                        |                        |                        |                        |
|  | Partidul Național Liberal       | 6          |                        |                        |                        |                        |                        |                        |                        |
|  | Alianța pentru Unirea Românilor | 2          |                        |                        |                        |                        |                        |                        |                        |